# Dodge Rampage Concept
Pour les articles homonymes, voir Dodge Rampage.
La Dodge Rampage est un concept car du constructeur américain Dodge qui partage son nom avec le Dodge Rampage  commercialisé au début des années 1980.

## Présentation
Le Rampage Concept est présenté au salon de l'automobile de Chicago en février 2006. Il est aussi large que le Dodge Ram et il est plus grand que son prédécesseur des années 1980.

## Caractéristiques techniques
Le Rampage Concept peut accueillir le moteur Hemi de 5,7 L; ce moteur est utilisé dans des véhicules de production contemporains tels que le Dodge Ram et la Dodge Charger. Comme son homonyme, le Rampage Concept est une traction avant, inhabituelle pour un pick-up. Le Rampage a également des ailes évasées et des roues en aluminium de 22 pouces.
Le Rampage Concept est doté de sièges «Stow'n Go» que l'on retrouvent dans les monospaces Chrysler de l'époque, où les sièges se rabattent au ras du plancher de la cabine; cette fonctionnalité est une première pour un pick-up du groupe Chrysler. Il est également le premier véhicule du groupe Chrysler à appliquer cette fonction sur le siège passager avant. Combiné avec une lunette arrière rétractable et un hayon central, cela permet à l'espace de la benne de s'étendre dans la cabine, au détriment de l'espace des passagers.